# Ahmad Valí Karzaj
Ahmad Valí Karzaj (paštunsky احمد ولي کرزی, Aḥmad Walī Karzay; 1961 – 12. července 2011), byl předním afghánským politikem a mladším bratrem afghánského presidenta Hámida Karzaje. Jakožto vážený představitel[zdroj⁠?!] paštunského kmene Popalzaj byl v roce 2005 zvolen do kandahárské provinční rady a stal se jejím předsedou. Karzaj původně žil ve Spojených státech amerických (Chicago a Illinois), kde pracoval v rodinné restauraci. Po ústupu Talibánu na konci roku 2001 se vrátil do Afghánistánu. V červenci 2011 byl zastřelen jedním ze svých tělesných strážců.